# Chad Marshall
Chad Marshall (ur. 22 sierpnia 1984 w Riverside) – amerykański piłkarz występujący najczęściej na pozycji środkowego obrońcy. Od 2014 roku zawodnik Seattle Sounders FC, grającego w Major League Soccer.

## Początki
Chad Marshall urodził się w Riverside w stanie Kalifornia jako syn Duane i Sandry Marshallów. W młodym wieku trenował w IMG Soccer Academy, popularnej szkółki piłkarskiej w USA, z której wywodzą się m.in. Landon Donovan, DaMarcus Beasley, Oguchi Onyewu czy Freddy Adu. Następnie uczęszczał do Harding University i Stanford University. Na tej ostatniej uczelni grywał w uniwersyteckiej drużynie Stanford Cardinal.

## Kariera klubowa
Za pośrednictwem MLS SuperDraft 2004 Marshall został zawodnikiem Columbus Crew, występującego w pierwszej lidze amerykańskiej, czyli Major League Soccer. Od razu wywalczył miejsce w podstawowym składzie i razem z Robinem Fraserem (który zdobył wtedy nagrodę obrońcy roku) udanie dowodził obroną "Crew". W tym sezonie wystąpił 28 razy w lidze i zaraz za Clintem Dempseyem zajął drugie miejsce w plebiscycie na odkrycie roku. Przez kolejne 3 lata wciąż był podstawowym stoperem swojej drużyny, jednak w 2007 roku doznał wstrząśnienia mózgu, który zagrażał kontynuacji jego kariery. Mimo tej kontuzji zdążył zaliczyć na boisku 12 spotkań i strzelić 2 gole. W 2008 roku po raz pierwszy zdobył tytuł ligowego obrońcy roku, pokonując Bakary'ego Soumare i Jimmy'ego Conrada. Został też wybrany do jedenastki sezonu (obydwa te osiągnięcia powtórzył w 2009 roku). W tym właśnie roku skończył mu się kontrakt z Columbus Crew i w grudniu przebywał na testach medycznych w niemieckim drugoligowcu FSV Mainz. Do kupna jednak nie doszło, a Marshall powrócił do Stanów, gdzie podpisał nową umowę z zespołem z Columbus. W 2014 przeszedł do Seattle Sounders FC.

### Statystyki klubowe
| Klub          | Sezon | Rozgrywki           | Liga    | Liga | Play-offy | Play-offy |
| Klub          | Sezon | Rozgrywki           | Występy | Gole | Występy   | Gole      |
| ------------- | ----- | ------------------- | ------- | ---- | --------- | --------- |
| Columbus Crew | 2010  | Major League Soccer | 0       | 0    | 0         | 0         |
| Columbus Crew | 2009  | Major League Soccer | 18      | 4    | 2         | 0         |
| Columbus Crew | 2008  | Major League Soccer | 29      | 4    | 4         | 2         |
| Columbus Crew | 2007  | Major League Soccer | 12      | 2    | -         | -         |
| Columbus Crew | 2006  | Major League Soccer | 26      | 1    | -         | -         |
| Columbus Crew | 2005  | Major League Soccer | 30      | 1    | -         | -         |
| Columbus Crew | 2004  | Major League Soccer | 28      | 0    | 2         | 0         |

Ostatnia aktualizacja: 1 stycznia 2010.

## Kariera reprezentacyjna
Marshall w barwach kadry U-17 Stanów Zjednoczonych zaliczył występy na Mistrzostwach Świata w 2001 roku, a z reprezentacją U-20 występował na MŚ w 2003 roku. W seniorskiej reprezentacji zadebiutował 9 marca 2005 w spotkaniu z Kolumbią (3:0). W tym samym meczu strzelił bramkę otwierającą wynik spotkania. Z kadrą narodową pojechał na Złoty Puchar CONCACAF 2009, gdzie został członkiem drużyny turnieju. 11 maja 2010 został wybrany przez selekcjonera Boba Bradleya do 30-osobowej szerokiej kadry USA na Mundial 2010 w RPA.

### Statystyki reprezentacyjne
| Reprezentacja | Rok  | Mecze | Gole |
| ------------- | ---- | ----- | ---- |
| USA           | 2010 | 1     | 0    |
| USA           | 2009 | 6     | 0    |
| USA           | 2008 | 0     | 0    |
| USA           | 2007 | 0     | 0    |
| USA           | 2006 | 0     | 0    |
| USA           | 2005 | 4     | 1    |

Ostatnia aktualizacja: 21 maja 2010.

## Życie prywatne
Chad Marshall ma siostrę o imieniu Jaclyn. Jest zapalonym fanem jeździectwa, które uprawiał w dzieciństwie.